# Gârceiu
Gârceiu (węg. Szilágygörcsön) – wieś w Rumunii, w okręgu Sălaj, w gminie Crișeni. W 2011 roku liczyła 763 mieszkańców.